# Казахские традиции

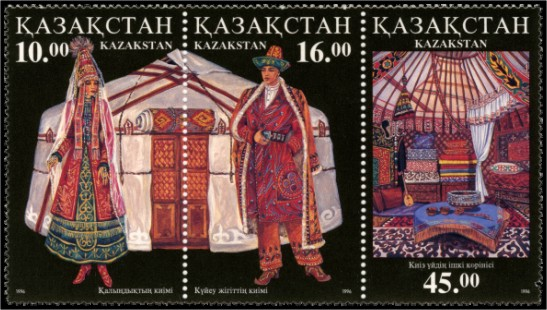
Почтовая марка с изображением традиционных казахских костюмов и юрты

Современный Казахстан переживает период национального возрождения и возрождение национальной государственности.

## Виды традиций
Существует множество традиций в Казахстане, причем многие из них характерны не для всего Казахстана, а только для его народа.

### Семейные отношения
- Уважение к старшим[4];

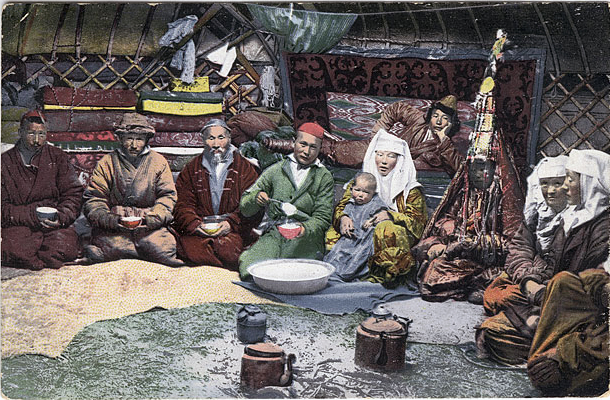
В казахской юрте, 1911

- Принцип «семи предков» — институт родственных связей[5];
- По семейным обычаям воспитанием каждого сына занимались разные люди;
- Старший сын отправлялся на воспитание бабушке и дедушке;
- Младший сын оставался у родителей и впоследствии обязывался помогать всей семье;
- Средний сын становился воином. Он обучался фехтованию, стрельбе из лука и пр.;
- Казах считал своим «немере»(внуком) только того, кто рождался от сына;
- Ребенок дочери назывался «жиеном»;
- Рождённого от «немере» (прямого внука) называли «шөбере» (правнук);
- Рождённого от «шөбере» (правнук) называли — «шөпшеком» (праправнуком, что означает крохотный, маленький);
- Сына «шөпшека» (праправнука) было принято называть «немене»(непонятный);
- потомство «немене» (непонятный) называлось «туажатом» (рождённый быть чужим);
- «бесікке салу» — укладка новорожденного в люльку;
- «кыркынан шыгару», что дословно означает «выход из сорокодневного возраста»[6];
- «тұсау кесу» — первые шаги ребёнка;
- В юрту, где ребёнок делал свой первый шаг, звали самого старого и уважаемого человека в ауле, чтобы он разрезал ножом специальные верёвки, опутывающие ножки ребёнка;
- Атка отырғызу — это посадка на лошадь с передачей в руки плетки и копья;
- Создания родовых кладбищ — кладбища, захоронения на которых производятся по родовой, жузовой принадлежности.[5]

### Брак
- Брак

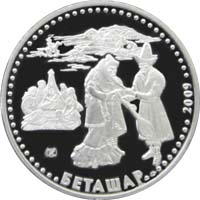
Смотрины невесты (Беташар)

  - «Солдат» — запрещается брак между представителями одного рода до седьмого колена либо живущие на территории, не разделенной семью реками
    - Поэтому каждый казах должен был знать свою родословную хотя бы до седьмого предка

  - Девушек выдавали замуж в 11—13 лет, сыновей женили в 13—14 лет.(старые традиции)
    - Бастаңғы — угощение, устраивалось обычно девушкой «на выданье» («бой жеткен қыз») для своих сверстниц, молодых женщин, по случаю отъезда кого-нибудь из старших членов семьи (например, родителей). Угощение сопровождалось различными играми, развлечениями. Участники вечеринки пели песни, читали стихи, разгадывали загадки и т. д.
    - считается, что ранние браки способствуют удержанию молодежи от непристойных поступков

  - Юноша просил согласия у любимой девушки стать его женой не сам, а через жену старшего брата.
    - законы степей не допускали открытых встреч жениха и невесты
    - часто невеста не знала своего суженого, но их родители были в дружбе.

  - Сваты жениха являются в дом девушки с подарками и сладостями.
  - Родственники юноши везли кольцо, два платка и два отреза на платье.
  - В доме невесты резали барана и готовили из него сорпу.
  - Родственница жениха надевала на безымянный палец невесты кольцо.
  - За смотрины (Беташар) будущей невесты, с гостей брали выкуп.
  - Обручение — особый день, после которого никакая из сторон не имеет права расстроить помолвку.
    - вечером в комнату, где сидят гости, вводили невесту в сопровождении снохи
    - Сноха жениха надевала на невесту кольцо, ожерелье и серьги
    - Певец играет на «сазе» или «домбре» поет обрядовые песни «той бастар».
    - Танцевать могут все.
    - День свадьбы назначают Аксакалы аула
    - В ночь перед свадьбой у невесты собираются подружки и остаются до утра.
    - Утром для соседей накрывали столы во дворе.
    - Родственники жениха и невесты танцуют и ждут главное угощение — ас
    - Невесту вводили во двор дома под пение.
    - Впереди должен был идти один из родственников невесты.
    - Именно родной брат невесты обвязывал пояс сестры платком, чтобы она была верной и послушной женой своему мужу и учтивой невесткой его родителям.
    - Невесте давали проститься с родителями и увозили.
    - Невеста всё время праздника должна была находиться в отдельной комнате вместе со снохой, до самой брачной ночи.
    - Только на следующее утро невесту с прикрытым лицом выводили в главную комнату.
    - Лицо новобрачной открывали и требовали склонить голову в знак уважения.
    - «Беташар» — особая песня, исполняемая хором предназначена для данной ситуации.
    - Снохи держа молодую за руки выводили её во двор, где её с песнями встречал жених с друзьями.

### Гостеприимство
Казахи очень гостеприимный народ, прием гостей является особо важным для них мероприятием.
Гостя радушно встречали, усаживали на самое почетное место, угощали лучшим, что было в доме. В первую очередь гостю подавали кумыс, шубат или айран, затем — чай с молоком или сливками, баурсаками, изюмом, иримшиком, куртом. Затем следовали закуски из конины или баранины — казы, шужук, жал, жая, сур-ет, карта, кабырга. На любом столе обязательно были лепешки из пшеничной муки. Украшением любого дастархана и наиболее излюбленным блюдом у казахов всегда считался ет (мясо по-казахски). Отварное мясо обычно подавалось большими неразделанными кусками. Хозяин резал мясо, угощая каждого гостя лакомыми кусочками: тазовые кости и голень отдавал почетным старикам, грудинку — зятю или невестке, шейный позвонок — девушкам и т. д. Самому почетному гостю хозяин преподносил приготовленную особым способом голову барана. Гость должен был разделить голову между присутствующими, соблюдая определенный ритуал, в котором сказывался древний обычай уважительного отношения к гостям, старикам, детям, близким и дальним родственникам. В наше время застолье во многом изменило формы, но не утратило древних законов гостеприимства. Напротив, границы его раздвинулись: за сегодняшним дастарханом собираются не только казахи, но и многочисленные гости, живущие в большой многонациональной республике — русские, белорусы, татары, украинцы, узбеки, немцы, уйгуры, дунгане, корейцы.

- Особая традиция заготавливать мясо, желательно конины называлась — «согым».
  - проводится зимних холодов.
  - одной из особенностей данной традиции является угощение родственников и друзей.
  - разные части лошади подавались в разные дни и имели различное ценностное и ритуальное значение[4].

Ерулик — обычай гостеприимства у казахов, который зародился в кочевом быту; согласно ему, старожилы приглашают новоселов в знак уважения на ерулик. Данная традиция имела социальную и общественную значимость и совершалась с целью быстрой адаптации вновь прибывших в новой среде.

### Национальные виды спорта
- Байге — конный спорт
- Аламан-байге — скачки на длинные дистанции (40 шакырым)
- Жорга-жарыс — скачки иноходцев
- Кыз куу (погоня за девушкой) — догонялки на лошадях между девушкой и парнем
- Кокпар — козлодрание (борьба конников за тушу козла)
- Тенге алу — подними монету на скаку и прочая джигитовка
- Саис — борьба сидя на лошадях
- Казакша курес — национальная казахская борьба
- Тогыз кумалак — девять шариков (настольная игра)
- Асык  — игра бараньими коленными косточками на площадке (аналогичная игре в бабки)  (недоступная ссылка).
- Жамбы ату — стрельба по высоко подвешенной мишени «жамбы» верхом на быстро скачущей лошади.
- Тартыспак — командная верховая игра на сталкивание с лошадей.

## Отношение к традициям
В Казахстане к традициям относятся очень серьёзно.
- Традиция оказалась одной из составляющих девиза председательства Казахстана в ОБСЕ (четыре «Т» — «trust» (доверие), «tradition» (традиция), «transparency» (прозрачность, открытость) и «tolerance» (терпимость))[8];
- На этих же принципах (4T) базируется Доктрина национального единства[9].

11 октября 1997 года Президент страны в послании Казахстан 2030 отметил, что шовинизм и национализм ещё не полностью забыты. Но этнофобия резко пошла на убыль. А процесс возрождения казахских традиций и языка стал восприниматься как естественный.
При этом надо заметить, что в Казахстане поддерживаются не только казахские традиции, но и традиции других этносов.
Создана Ассамблея народа Казахстана, важнейшей задачей которой является содействие развитию культуры и языков, распространение знаний об истории, традициях, обычаях всех этносов, проживающих в Республике Казахстан.
Выступая на втором Гражданском форуме, Президент Республики Казахстан Н.Назарбаев заявил

Мы должны совместно оказывать поддержку языкам и культурным традициям всех народов Казахстана.
Никто не должен быть ущемлен в правах пользоваться родным языком и культурой.

В основе разработки внешнеполитических задач лежат историческая традиция и экономические возможности и играют определённую и важную роль. Эти задачи были поставлены Главой государства как первостепенные и они нашли отражение во внешнеполитической концепции Казахстана.
Казахстанские депутаты защищают казахские традиции, делая замечания современным фильмам.